# Инона
Инона, Ино или Иноја (старогрчки: Ἰνώ) је била, у грчкој митологији, кћи тебанског краља Кадма и Хармноије и супруга Атаманта, који се њоме оженио послије брака са Нефело, богињом облака.  
Инона је стекла бесмртност и добила има Леукотеја и тиме постала богиња мора и заштитница бродоломаца, чији је култ поштован посебно у Беотији, Коринут, Мегари и Лаконији 

## Митологија
Према класичној верзији мита, Атамант се, на наговор богиње Хере, оженио Нефелом, богињом облака и са њом имао дјецу Фрикса и Хелу. Међутим, Атамант је потајно био заљубљен у смртницу Инону, Кадмову кћерку, и са њом зачео Леарха и Меликерта. Када је Нефела сазнала за мужевљево невјерство, напустила га је. На Атамантову породицу и земљу сручила се несрећа, јер је Нефела, која се вратила боговима, захтјевала да јој Атамант буде принесен на жртву. Ино, је мрзила Нефелину дјецу и настојала их уништити, успијела је изазвати сушу у Атамантовој земљи. Када је послао гласнике, да испитају узроке суше, Инона је подмитила гласнике, па су они саопштили Атаманту како ће суша престати када његов син Фрикс буде жртвован. Нефела је спасила Фрикса и Хелу на златноруном овну и своју дјецу пренијела у Колхиду. 

## Смрт
Након смрти своје сестре Семеле, Инона је наговорила Атаманта да се постарају за младог Диониса. Тиме су на себе навукли гнијев Хере, која их је казнила лудилом. Атамант је убио свог сина Леарха, а Ино се са Меликертом бацила у море.  Посејдон их је прихватио раширених руку, а затим Инону претворио у морску нереиду.
Према мегарској верзији мита, море је избацило Инонино тијело код Мегаре, гдје су га пронашле и закопале кћерке Клесона, сина Лелеговог. У Мегари јој је подигнут храм, гдје су јој једном годиње приношене жртве. 
Према трећој верзији, Меликерта је спасио делфин и донио га до Коринтске превлаке, а људи су му указали почаст и промијенили му име у Палемон, увели су његов култ и у његову част установили Истамске игре. 
Према још једној другачијој верзији, Атамант се, након наводне Инонине смрти и након што је побјегао из Беотије, оженио Темистом, која му је родила четири сина - Леукона, Еритрија, Схенеја и Птооја. Али када је сазнао да је Инона још увијек жива и да је у долини планине Парнаса, кришом ју је позвао себи. Када је Темисто сазнала за то, одлучила је убити Инонину дјецу. Наредила је својим робовима да њену дјецу обуку у бијелу одјећу, а Инонину у црну, како би их могла разликовати. Међутим, роб до кога је ова заповјест стигла, била је сама Инона, која се прерушила, па своју дјецу обукла у бијело, а Темистину у црно. Тако је Темисто грешком убила властиту дјецу, па је спознавши шта је учинила, извршила самоубиство.
Плутрах прича да је Инона убила свог сина, јер полудјела од љубоморе према једној етолској робињи по имену Антифера.
Хигин приповједа да је Атамант и свог сина Меликерта предао Фриксу да их принесе као жртву зато што је Инона претходно покушала да убије Фрикса. Али када се Фрикс већ спремао да их убије, Дионис га је окружио тамом и тако спасио Инону. Атамант, коме је Зевс помутио памет, убио је Леарха, а Инона која се бацила у море, била је Дионисовом вољом претворена у богињу. Други кажу да је Леукотеја уврстила Диониса међу богове.